# Kodiak-sziget
Kodiak-sziget egy sziget Alaszka déli partja mentén, a Csendes-óceán északi részén. Az alaszkai szárazföldtől a Shelikof-szoros választja el, amely mintegy 40 kilométer széles. A Kodiak-sziget nemcsak a Kodiak-szigetvilág legnagyobb tagja, hanem az egész Amerikai Egyesült Államok második legnagyobb szigete is, a Hawaii Nagy-sziget után. Területe 9311,24 km², hossza eléri a 160 kilométert, szélessége pedig 16 és 96 kilométer között változik. A sziget legnagyobb és egyetlen városi jellegű települése Kodiak, amely egyben a Kodiak-szigetek Borough központja is.
A sziget nagy részét sűrű boreális erdők borítják, amelyek főleg lucfenyőből és nyírfákból állnak. Az északi rész domborzata hegyvidéki jellegű, míg a déli területek síkságokból és mocsarakból állnak. A sziget partvonala rendkívül tagolt, számos jégmentes öböllel, amelyek kiváló természetes kikötői lehetőséget nyújtanak. A sziget területének jelentős részét a Kodiak Nemzeti Vadvédelmi Terület foglalja magába, amely az Egyesült Államok egyik legnagyobb védett területe.

## Állatvilág
A sziget legismertebb állata a kodiak-medve, amely a világ legnagyobb szárazföldi ragadozója. A medvék mellett a sziget gazdag tengeri élővilága is figyelemre méltó, különösen a királyrák és a csendes-óceáni lazac (Oncorhynchus) populációja. A halászat a helyi gazdaság gerincét képezi, évente több ezer tonna hal és rák kerül kifogásra. A Karluk-folyó híres arról, hogy a világ egyik legnagyobb vándorló lazac-populációja tér vissza ide ívni. Ez a természeti jelenség nemcsak a helyi ökoszisztéma, hanem a turizmus szempontjából is rendkívül fontos.

## Történet
A Kodiak-sziget eredeti lakói az alutiiq népcsoporthoz tartozó szugpiaq emberek, akiket gyakran neveznek csendes-óceáni eszkimóknak is. Hagyományos életmódjuk a tengeri vadászatra és gyűjtögetésre épült. Az első európai, aki elérte a szigetet, az orosz Sztyepan Glotov kereskedő volt 1763-ban. Az orosz gyarmatosítás során 1784-ben a Szitkalidak-szigeten lemészároltak több száz őslakost, ami az orosz-alutiiq konfliktusok egyik legsötétebb fejezete lett. A 19. század elejére a sziget az orosz-amerikai szőrmekereskedelem egyik központjává vált.
1867-ben, az Alaszka-vesztárgyalás során a terület az Amerikai Egyesült Államokhoz került. Napjainkban mintegy 4000 szugpiaq származású ember él Alaszka területén, akik megőrizték kulturális hagyományaik egy részét.
A Novarupta vulkán 1912-es kitörése a 20. század legnagyobb vulkáni eseménye volt, amely súlyos környezeti és gazdasági károkat okozott. A kitörés következtében képződött Katmai-kaldera ma is a vulkáni aktivitás egyik fontos tanulmányozási helye. Az 1964-es alaszkai földrengés, amely 9,2-es magnitúdójú volt, szintén jelentős pusztítást végzett a szigeten, különösen a partmenti településekben.

## Kodiak Indítókomplexum
A sziget északnyugati részén található a Kodiak Indítókomplexum, amelyet az Alaska Aerospace Corporation üzemeltet. Az űrközpont 1998 óta biztosít katonai és kereskedelmi célú műholdak indítási lehetőségét, és stratégiai fontosságú az Egyesült Államok űrprogramjában.